# ГЕС Раммам ІІ
ГЕС Раммам ІІ (англ. Rammam ІІ Hydroelectric Power Plant) — гідроелектростанція на сході Індії у штаті Сіккім. Знаходячись перед ГЕС Раммам ІІІ, становить верхній ступінь в каскаді на річці Раммам, яка бере початок в Гімалаях зі східного схилу хребта Сінґаліла (відділяє Непал від штатів Сіккім та Західний Бенгал) і впадає праворуч до Ранґіту (права притока Тісти, котра в свою чергу є правою притокою Брахмапутри). 
Від водозабору на Раммамі ресурс прямує через прокладений у правобережному гірському масиві дериваційний тунель довжиною 3,3 км, який виводить до невеличкого верхнього балансуючого резервуару (Gumbadara Forebay). Звідси по схилу гори до машинного залу спускаються два водоводи діаметром по 1,3 метра та довжиною дещо менше за 1 км. Основне обладнання станції становлять чотири турбіни типу Пелтон потужністю по 12,5 МВт, які при напорі у 500 метрів повинні виробляти 209 млн кВт-год електроенергії на рік.
Будівельні роботи за проектом почались у 1982-му, проте мали перерву у шість років через нестабільну ситуацію в оточуючому районі. Введена в експлуатацію у 1995-1996 роках ГЕС певний час могла видавати лише 20 МВт потужності через нестачу ресурсу. Останнє пояснювалось затримкою зі спорудженням другого дериваційного тунелю довжиною 4,75 км та діаметром 2,4 метра, котрий мав подавати ресурс із водозабору на Лодхомі (права притока Раммаму, при впадінні якої й розташований машинний зал). Завершенню цієї споруди перешкоджали протести місцевих мешканців, проте до кінця 2000-х вдалось запустити в роботу і другий тунель.